# ونتوگس
ونتوگس (به فرانسوی: Venteuges) یک کمون در فرانسه است که در Canton of Saugues واقع شده‌است.

## خصوصیات
ونتوگس ۳۹٫۳۵ کیلومترمربع مساحت و ۳۸۰ نفر جمعیت دارد و ۱٬۰۵۵ متر بالاتر از سطح دریا واقع شده‌است.